# 石黑圭
石黑圭（いしぐろ けい，1969年1月4日—），日本人，语言学家、日语研究家。日本国立国语研究所日本语教育与研究领域代表·教授，一桥大学研究生院言语社会研究科合作教授。
大阪府高月市出生，成长于神奈川县横滨市。研究领域包括写作理论、阅读理解研究和作文研究等。

## 经历
神奈川县立横滨平沼高中毕业后，升入北海道大学后退学，其后毕业于一桥大学社会学部。早稻田大学研究生院文学研究科日本语日本文化学科博士课程毕业。 2003年在日本一桥大学留学生中心（现国际教育中心）任专职讲师、助理（副）教授，2013年成为教授。 2014年任国立大学日本语教育研究协议会（国日协）代表理事。 2015年任国立国语研究所日本语教育信息中心教授，兼任一桥大学言语社会研究科教授。国立国语研究所日本语教育研究领域代表。2008年以“日语句子理解过程中的预测类型和功能”论文获早稻田大学博士学位（文学）。2009年获得第7届日本语教育学会奖励赏   。

## 著作
- 《快速突破：日语阅读技巧15讲(新经典日本语)》 外语教学与研究出版社
- 《日語接續詞大全：學會連接前後句，增強寫作和閱讀能力！（附接續詞一覽表）》 EZ叢書館
- 《日语学术写作与研究方法》（编著）[4]

## 轶事
- 虽然一直做着被称呼为“老师”的职业，但其仍然对被称为“老师”感到不自然。[5]